# Neft Daşları
Neft Daşları (en azerí: Neft Daşları, en ruso: Нефтяные Камни) es un asentamiento industrial ubicado en Bakú, Azerbaiyán. El complejo forma parte del municipio de Çilov-Neft Daşları en el distrito de Khazar. Se encuentra a 100 kilómetros a distancia de la capital de Azerbaiyán Bakú, y a 55 kilómetros desde la costa más cercana del Mar Caspio. Convertida en un pueblo completo en el mar, fue la primera plataforma de petróleo en Azerbaiyán, y la primera plataforma petrolífera marina operativa en el mundo, integrando numerosas plataformas de perforación, por lo cual aparece en El libro Guinness de los récords.
El asentamiento se inició con una única ruta sobre el agua y se convirtió en un sistema de caminos y plataformas construidas sobre la base de barcos hundidos a propósito para la fundación de Neft Daşları. La característica más distintiva de Neft Daşları es que es una ciudad funcional, con una población de cerca de 2000 personas y más de 300 kilómetros de calles construidas sobre pilas de tierra y relleno sanitario.

## Etimología
El lugar fue originalmente nombrado Chernie Kamni («Piedras Negras»), pero más tarde fue cambiado a Neft Daşları («Rocas Aceitosas»), sustituyendo la alusión al color negro del aceite con una referencia a la sustancia en sí misma.

## Historia

### La construcción de la ciudad

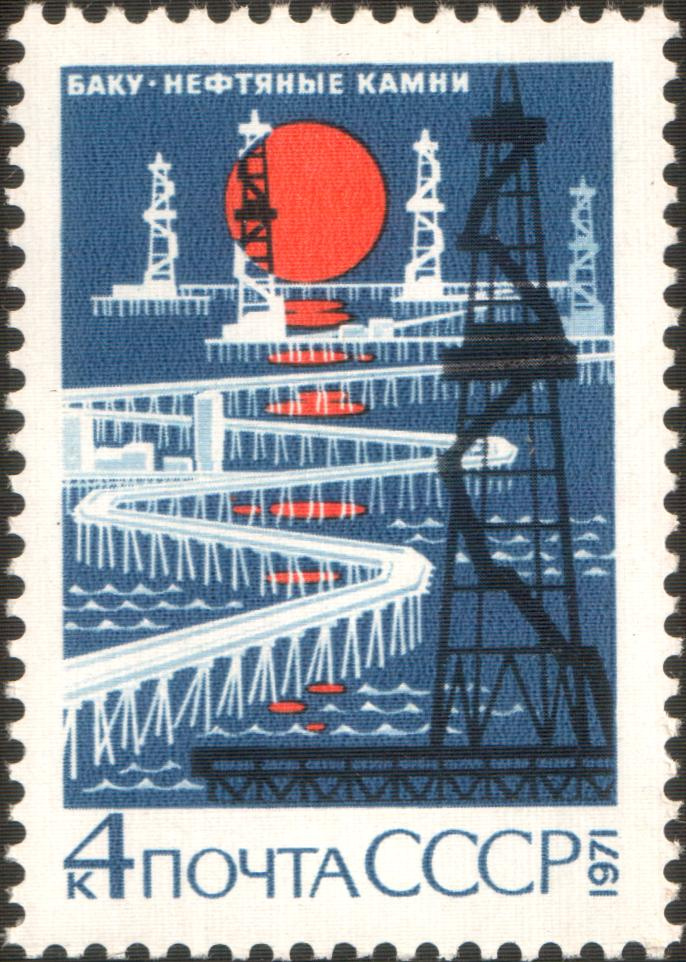
Estampilla soviética de 1971, presentando Oil Rocks.

El primer gran estudio geológico de la zona se llevó a cabo entre 1945 y 1948. El asentamiento de Neft Daşları fue construido en 1949, después de que petróleo fuera descubierto en el lugar, a 1100 metros de profundidad bajo el Mar Caspio, con lo cual se convirtió en la primera plataforma petrolífera lejana a la costa del mundo.
En 1951, Neft Daşları estaba lista para la producción, equipada con toda la infraestructura necesaria para aquel tiempo. Fueron levantadas plataformas de perforación, se instalaron tanques de aceite, y se construyeron muelles con los recintos para barcos. El primer aceite producido desde Neft Daşları fue cargado en un camión cisterna el mismo año.
En 1952 comenzó la construcción sistemática de puentes de armazón que conectan las islas artificiales. Fábricas soviéticas construyeron montajes de grúa especialmente diseñadas para su uso en Neft Daşları, junto con una grúa barcaza que podía llevar hasta 100 toneladas de petróleo. Los montajes fueron equipados con martillos usados para trasladar montones al fondo del mar.
La construcción a gran escala se inició en 1958, la cual incluyó hostales de nueve pisos, hoteles, palacios culturales, fábricas panaderas y talleres de limonada. El desarrollo masivo de Neft Daşları continuó durante 1976-1978 con la construcción de un dormitorio de cinco pisos y dos plantas compresoras de gas, la instalación de un sistema de agua potable en los edificios, y la construcción de dos oleoductos submarinos hasta la terminal en Dubendi, cada uno de un diámetro de 350 milímetros. Además, se creó un puente para el tráfico vehicular. Como resultado, la zona del asentamiento creció a alrededor de 7 hectáreas en la década de 1960, con una longitud de los puentes de armazón de acero que unen las islas artificiales superior a los 200 kilómetros.

### Después de la independencia
En noviembre de 2009, el asentamiento celebró su 60 aniversario. Durante las últimas seis décadas, los yacimientos de Neft Daşları han producido más de 170 millones de toneladas de petróleo y 15 mil millones de m³ de gas natural asociado. Según las estimaciones actuales realizadas por geólogos, el volumen de reservas recuperables se alza hacia las 31 millones de toneladas.

## Demografía
La población varía según la temporada. A partir de 2008, las plataformas tienen una población total de cerca de 2000 hombres y mujeres, que trabajan a lo largo de la semana en turnos. En total, unas 5000 personas trabajan allí.

## Extracción petrolera
La extracción de petróleo se lleva a cabo desde las aguas poco profundas del levantamiento geológico de Absheron.

## Accidentes
El 4 de diciembre de 2015, tres trabajadores de SOCAR fueron reportados como desaparecidos después de que una parte de la vivienda que habitaban cayó en el mar debido a una fuerte tormenta.

## En la cultura popular
- En 2008, un equipo documental suizo dirigido por el director de cine Marc Wolfensberger filmó "La Cité du Pétrole / Oil Rocks - City above the Sea" en el asentamiento, película que fue lanzada en 2009.[15]
- Neft Daşları aparece en una escena en la película de James Bond The World Is Not Enough (1999).[16][17]
- Neft Daşları está en El libro Guinness de los récords como la más antigua de las plataformas petrolíferas marinas.[18]